# Black Rock (muziek)
Black Rock is een eenmalig Frans danceproject van André Schmid (ook bekend als Rozzo) en Dimitri Derisiotis. De naam is afkomstig van ander eenmalig project genaamd Tiger, waarmee samen met Gabriele Rizzo het nummer Black Rock uitbrachten.
Voor het gelijknamige project Black Rock werd het nummer Blue Water opgenomen. De zangpartij van het housenummer werd ingezongen door Debra Andrew. Het nummer was in 2004 in de film It's All Gone Pete Tong te horen en in 2005 werd het vervolgens uitgebracht als single. Het nummer behaalde in de UK Singles Chart plek 36 als hoogste notering, kwam verder tot nummer 22 in de Dance/Mix Show Airplay hitlijst van Billboard en in de Nederlandse tipparade kwam het tot nummer 3. Het project dient niet te worden verward met een ander gelijknamige eenmalig Britse danceproject waarvan in 1997 het housenummer Cosmic Window werd uitgebracht.

## Discografie
| Single met eventuele hitnotering(en) in de Nederlandse Top 40 | Datum van verschijnen | Datum van binnenkomst | Hoogste positie | Aantal weken | Opmerkingen      |
| ------------------------------------------------------------- | --------------------- | --------------------- | --------------- | ------------ | ---------------- |
| Blue Water                                                    | 18-4-2005             | 4-6-2005              | tip 3           |              | met Debra Andrew |